# Кабу-да-Прая
Кабу-да-Прая (порт. Cabo da Praia)  —  район (фрегезия) в Португалии,  входит в округ Азорские острова. Расположен на острове Терсейра. Является составной частью муниципалитета  Вила-да-Прая-да-Витория. Население составляет 1469 человек на 2001 год. Занимает площадь 6,65 км².